# Egilia
Egilia (in greco antico: Αἰγιλία?, Aighilía) era un demo dell'Attica situato sulla sua costa occidentale a sud di Atene, tra i demi di Lamptra e Sfetto. Era famoso per i suoi fichi (in greco antico: Αἰγιλίδες ἰσχάδες?, Aighilídes ischádes).
William Martin Leake lo colloca presso il villaggio in rovina di Tzuréla, sito sulla costa, ai piedi del monte Elimbo.